# Радбелик
Радбелик (рос. Радбелик) — присілок в Новгородському районі Новгородської області Російської Федерації.
Населення становить 18 осіб. Входить до складу муніципального утворення Ракомське сільське поселення.

## Історія
Від 2004 року входить до складу муніципального утворення Ракомське сільське поселення.

## Населення
| 2010 |
| ---- |
| 18   |